# Otro (torrente)
Il torrente Otro è un affluente del fiume Sesia, che scorre nell'omonima valle, nel comune di Alagna in Valsesia.

## Percorso
Nasce a circa 2500 metri di quota dal ghiacciaio d'Otro, raccoglie le acque del rio Zube e del rio Tailli, per poi scendere con una serie di alte cascate - tra le quali la cosiddetta caldaia d'Otro - verso la frazione Resiga di Alagna Valsesia. Confluisce nel fiume Sesia poco più a valle, nel territorio comunale di Riva Valdobbia.